# Limnebius simulans
Limnebius simulans är en skalbaggsart som beskrevs av Armand D'Orchymont 1940. Limnebius simulans ingår i släktet Limnebius och familjen vattenbrynsbaggar. Inga underarter finns listade i Catalogue of Life.